# Nicholas Galitzine (attore)
Nicholas Dimitri Constantine Galitzine (Londra, 29 settembre 1994) è un attore britannico. È famoso per aver recitato nei film New York Academy (2016), Handsome Devil (2016), Cenerentola (2021), Purple Hearts (2022), Rosso, bianco & sangue blu (2023) e The Idea of You (2024).

## Biografia

### Infanzia
Galitzine è nato e cresciuto a Londra, figlio di un imprenditore inglese e madre greco-americana. Proprio per andare a far visita ai parenti della madre, Nicholas fin da piccolo gira tra il Peloponneso, Atene e le Cicladi, il che lo ha spinto a iniziare a studiare greco antico.
L'attore ha una sorella di nome Lexi Galitzine, illustratrice e interior designer. Suo padre, Geoffrey Galitzine, discende dalla nobile Casata russa dei Golicyn, e arrivò in Inghilterra come rifugiato. Dopo le scuole superiori, ha frequentato il Dulwich College di Londra e si è unito alla compagnia teatrale giovanile al Pleasance Theatre di Islington. Durante l'infanzia si è dedicato anche allo sport, praticando atletica leggera e giocando a rugby e calcio.

### Carriera
Galitzine esordisce sul grande schermo nel 2014 con il film The Beat Beneath My Feet, al fianco di Luke Perry. Ha anche eseguito diverse canzoni per la colonna sonora originale del film. Nel 2016, recita nei film New York Academy e Handsome Devil. Nel 2017 compare nella serie televisiva The Changeover e recita accanto al celebre Premio Oscar Anjelica Huston ne Il mistero di Aylwood House.
Nel 2019 ottiene il suo primo ruolo di rilievo, quello di Eliott Lefevre nella serie televisiva Chambers, in cui recita accanto a Uma Thurman. Nello stesso anno recita nel film Share, mentre nel 2020 interpreta l'adolescente bisessuale Timmy in Il rito delle streghe, sequel di Giovani streghe. A luglio 2022, viene distribuito su Netflix il film Purple Hearts, in cui Galitzine interpreta Luke, un Marine prossimo al servizio, che accetta un matrimonio di convenienza con un'aspirante musicista.
Nel 2023 interpreta Jeff in Bottoms e ottiene grande visibilità grazie al ruolo di Harry in Rosso, bianco & sangue blu. Nello stesso anno viene nominato primo Global Menswear Ambassador di Fendi. Nel 2024 interpreta il favorito del re Giacomo I Stuart, George Villiers, nella miniserie televisiva Mary & George, accanto a Julianne Moore e recita insieme ad Anne Hathaway in The Idea of You, in cui interpreta un cantante ispirato ad Harry Styles.
Inoltre, il 29 maggio 2024, viene annunciato che Nicholas Galitzine è stato scelto per il ruolo di He-Man per il prossimo reboot nell'adattamento cinematografico del franchise Masters of the Universe.

### Musica
Nel 2017, pubblica il suo primo singolo, Honey, con lo pseudonimo di Nick Galitzine.
A giugno 2022, pubblica il suo singolo d'esordio dal titolo Comfort.

### Pubblicità
Dal 2023, Galitzine è Global Menswear Ambassador per la casa di lusso Fendi. Nello stesso anno, ha posato per la campagna globale Menswear Autunno/Inverno 2023-24 del marchio.
Nel 2025 viene scelto da Emporio Armani come testimonial per i suoi profumi.

## Vita privata
Attualmente Galitzine vive nel borgo londinese di Hammersmith, dov'è nato.

## Filmografia

### Cinema
- The Beat Beneath My Feet, regia di John Williams (2014)
- New York Academy (High Strung), regia di Michael Damian (2016)
- Handsome Devil, regia di John Butler (2016)
- The Changeover, regia di Miranda Harcourt e Stuart McKenzie (2017)
- Share, regia di Pippa Bianco (2019)
- Il rito delle streghe (The Craft: Legacy), regia di Zoe Lister-Jones (2020)
- Cenerentola (Cinderella) , regia di Kay Cannon (2021)
- Purple Hearts, regia di Elizabeth Allen Rosenbaum e Ben Lewin (2022)
- Bottoms, regia di Emma Seligman (2023)
- Rosso, Bianco & Sangue Blu (Red, White & Royal Blue), regia di Matthew Lopez (2023)
- The Idea of You, regia di Michael Showalter (2024)
- Masters del Universo (Masters of the Universe), regia di Travis Knight (animatore) (2026)

### Televisione
- Legends – serie TV, episodio 2x05 (2015)
- Il mistero di Aylwood House (The Watcher in the Woods), regia di Melissa Joan Hart – film TV (2017)
- Chambers – serie TV, 10 episodi (2019)
- Mary & George, regia di Oliver Hermanus, Alex Winckler e Florian Cossen – miniserie TV, 7 puntate (2024)

## Discografia

### Singoli
Come Nick Galitzine
- Honey (2017)

#### Come artista solista
- Comfort (2022)

#### Singoli promozionali
- Somebody to Love - Cenerentola (2021)